# 애나루이즈 플로먼
애나루이즈 플라우먼(영어: Anna-Louise Plowman, 1972년 5월 9일 ~ )는 뉴질랜드의 배우이다. 같은 배우 토비 스티븐스의 아내이다.

## 출연 작품
- 아이히만 쇼 - 제인 허워츠 역
- 골드 랜섬 - 에밀리 틸톤 스코필드 역